# SNK 게임 목록
다음은 SNK(구 신 일본 기획)가 개발하거나 배급한 비디오 게임들 목록이다.
| 제목                                  | 기종             | 발매일           | 개발사                | 각주  |
| ------------------------------------- | ---------------- | ---------------- | --------------------- | ----- |
| 마이콘 킷                             | 아케이드         | 1978년           | SNK                   |       |
| 요사쿠                                | 아케이드         | 1979년           | SNK                   |       |
| 오즈마 워즈                           | 아케이드         | 1979년           | SNK                   |       |
| 사파리 랠리                           | 아케이드         | 1979년           | SNK                   |       |
| 사스케 vs. 커맨더                     | 아케이드         | 1980년           | SNK                   |       |
| 아톰 스매셔                           | 아케이드         | 1980년           | SNK                   |       |
| 몽키 프렌드                           | 아케이드         | 1980년           | SNK                   |       |
| 자존                                  | 아케이드         | 1981년           | SNK                   |       |
| 판타지                                | 아케이드         | 1981년           | SNK                   |       |
| 뱅가드                                | 아케이드         | 1981년           | SNK                   |       |
| 랏소                                  | 아케이드         | 1982년           | SNK                   |       |
| 파이어니어 벌룬                       | 아케이드         | 1982년           | SNK                   |       |
| 먼치 모빌 조이풀 로드                 | 아케이드         | 1983년           | SNK                   |       |
| 마빈의 미로                           | 아케이드         | 1983년           | SNK                   |       |
| 마작 클래스룸                         | 아케이드         | 1983년           | SNK                   |       |
| 글라디에이터 1984                     | 아케이드         | 1984년           | SNK                   |       |
| 점핑 크로스                           | 아케이드         | 1984년           | SNK                   |       |
| 매드 크래셔                           | 아케이드         | 1984년           | SNK                   |       |
| 메인 이벤트                           | 아케이드         | 1984년           | SNK                   |       |
| 뱅가드 II                             | 아케이드         | 1984년           | SNK                   |       |
| 알파 미션 ASO: 아머드 스크럼 오프젝트 | 아케이드         | 1985년           | SNK                   |       |
| 알파 미션 ASO: 아머드 스크럼 오프젝트 | 패밀리 컴퓨터    | 1986년 9월 3일   |                       |       |
| 캔버스 크로퀴스                       | 아케이드         | 1985년           | SNK                   |       |
| HAL 21                                | 아케이드         | 1985년           | SNK                   |       |
| TNK III T.A.N.K                       | 아케이드         | 1985년           | SNK                   |       |
| TNK III T.A.N.K                       | 암스트래드 CPC   | 1987년           | 오션 소프트웨어       |       |
| TNK III T.A.N.K                       | 코모도어 64      | 1987년           | 오션 소프트웨어       |       |
| TNK III T.A.N.K                       | ZX 스펙트럼      | 1987년           | 오션 소프트웨어       |       |
| 아테나                                | 아케이드         | 1986년           | SNK                   |       |
| 아테나                                | 패밀리 컴퓨터    |                  | 마이크로닉스          |       |
| 아테나                                | 코모도어 64      | 1987년           | 오션 소프트웨어       |       |
| 아테나                                | ZX 스펙트럼      | 1987년           | 오션 소프트웨어       |       |
| 이카리 워리어즈 이카리                | 아케이드         | 1986년           | SNK                   |       |
| 빅토리 로드 노호층권                  | 아케이드         | 1986년           | SNK                   |       |
| 빅토리 로드 노호층권                  | 패밀리 컴퓨터    | 1988년 4월 16일  | 마이크로닉스          |       |
| 빅토리 로드 노호층권                  | 아타리 ST        | 1988년           | 파라다이스 소프트웨어 |       |
| 빅토리 로드 노호층권                  | 아미가           | 1989년           | 파라다이스 소프트웨어 |       |
| 빅토리 로드 노호층권                  | ZX 스펙트럼      | 1989년           | 파라다이스 소프트웨어 |       |
| 빅토리 로드 노호층권                  | 코모도어 64      |                  | 파라다이스 소프트웨어 |       |
| 빅토리 로드 노호층권                  | 애플 II          |                  | 파라다이스 소프트웨어 |       |
| 빅토리 로드 노호층권                  | 암스트래드 CPC   |                  | 파라다이스 소프트웨어 |       |
| 명인전                                | 아케이드         | 1986년           | SNK                   |       |
| 더 킹 오브 파이터즈 '94               | 아케이드         | 1994년 8월 25일  | SNK                   | [ 1 ] |
| 더 킹 오브 파이터즈 '94               | 네오지오         | 1994년 10월 1일  | SNK                   | [ 1 ] |
| 더 킹 오브 파이터즈 '94               | 네오지오 CD      | 1994년 11월 2일  | SNK                   | [ 1 ] |
| 더 킹 오브 파이터즈 '94               | 플레이스테이션 2 | 2004년 12월 28일 | SNK                   |       |